# Hải chiến Bành Hồ
Hải chiến Bành Hồ (tiếng Trung: 澎湖海戰) là một trận hải chiến xảy ra ở Bành Hồ vào năm 1683 giữa Vương quốc Đông Ninh nhân danh nhà Minh và nhà Thanh. Đô đốc nhà Thanh Thi Lang dẫn đầu một hạm đội tấn công lực lượng Đông Ninh đóng ở Bành Hồ. Mỗi bên sở hữu hơn 200 tàu chiến. Đô đốc Đông Ninh là Lưu Quốc Hiên (劉國軒) bị đánh bại bởi Thi Lang. Lưu đầu hàng khi chiếc soái hạm của ông hết đạn và chạy sang Đài Loan. Việc mất Bành Hồ dẫn đến việc Trịnh Khắc Sảng, vị vua cuối cùng của Đông Ninh, đầu hàng nhà Thanh.